# Ломбард (фильм)
«Ломбард» — украинский приключенческо-детективный фильм, поставленный режиссёром Любомиром Левицким. Премьера на Украине состоялась 19 сентября 2013 года.

## Сюжет
Место действия происходит в наши дни в абстрактном городе Лемберг. Картина состоит из трёх сюжетных линий, которые хитро переплетаются между собой. Главные герои — двое братьев Марк и Яша Левины, которые хорошо знают улицу и умеют получать от неё всё, что нужно для жизни. Марка называют благородным бандитом, а Яша всё решает с помощью интеллекта. Пройдя сложные перипетии в юности, братья начинают искать стабильность. Именно в один из таких дней они получают известие о наследстве. Им оказывается известный в городе ломбард, а его владельцем на данный момент является их родной дядя Феликс. Придя в ломбард за своим, парни получают резкий отпор. Марк и Яша принимают решение: любым путём забрать наследство. Их взгляды расходятся и каждый придумывает свой план.

## В ролях
- Денис Никифоров — Марк Левин
- Павел Пискун — Яша Левин
- Дени Дадаев — «Аспирин»
- Валерий Легин — Дядька Феликс
- Андрей Бурым — инкассатор
- Ольга Сторожук — Рита
- Василиса Фролова — ювелир
- Игорь Гнездилов
- Сергей Романюк — милиционер
- Константин Корецкий — Вася
- Сергей Стахов — Гопник
- Анатолий Зиновенко
- Максим Панькив — Михаил, инкассатор
- Владимир Беляев — криминальный авторитет
- Анатолий Приймак — бандит из бригады Марка
- Сергей Шляхтюк — милиционер
- Алёна Мусиенко
- Виталий Аниськов
- Алина Завальская (только в режиссёрской версии)

## Производство
Вдохновением для написания сценария «Ломбарда» послужили фильмы Гая Ричи — «Карты, деньги, два ствола», «Большой куш» и «Рок-н-рольщик».
Любомир Левицкий писал сценарий фильма 14 месяцев.
Фильм снимался во Львове и в Киеве.
Музыку для фильма написала группа «С.К.А.Й.».

## Дубляж
В оригинале фильм был снят на русском языке, поскольку создатели фильма планировали прокат в странах бывшего СССР.
Однако для проката в 
Украине он был дублирован на украинский язык. Узнав, что его герой заговорит на украинском, исполнитель одной из главных ролей Денис Никифоров отказался приезжать на премьеру дублированного фильма в Киеве.